# Ermengarde de Tours
Pour les articles homonymes, voir Ermengarde.
Ermengarde ou Irmingarde de Tours, née en 804 et morte le 20 mars 851, est une impératrice du haut Moyen Âge.
Fille du comte Hugues III de Tours et de la Haute Alsace ou Hugo (-† 837), un descendant de la maison d'Etichon-Adalric d'Alsace, elle épouse, en octobre 821, Lothaire Ier, fils de l'empereur Louis le Pieux.

## Biographie
Noble et très pieuse, elle est élevée par sa mère, Ava, dans l'esprit de la religion chrétienne, au milieu d'un monde encore semi-barbare.
Elle passe probablement une grande partie de sa jeunesse au monastère de Sainte-Julie à Brixen, (connue aujourd'hui sous le nom de Bressanone) dans la province autonome de Bolzano au nord de l'Italie où elle achève son éducation. À la mort d'Amalperge, elle est élue pour lui succéder au siège abbatial.
Lorsqu'en 817 Louis le Débonnaire associe son fils aîné Lothaire Ier à l'empire, ce dernier demande à Ermengarde de lui accorder sa main. Le mariage a lieu le 15 octobre 821 à ce qui est aujourd'hui Thionville désigné alors comme Dietenhoven (forme francique) ou Theotonis villa (forme latinisée). La cérémonie se déroule en présence de trente-deux prélats et seigneurs, dont l'évêque Adeloch de Strasbourg. Par son mariage avec Lothaire Ier, la famille d'Etichon-Adalric d'Alsace se trouve ainsi alliée à la dynastie carolingienne.
Par la suite Lothaire concède à son épouse le protectorat de l'abbaye de Brixen, qu'elle va défendre toute sa vie. À la mort du vénérable abbé Wala de Corbie, précepteur de Lothaire Ier, survenue le 31 août 836, elle y fait faire des prières pour le repos de son âme.
Les premières années de son mariage sont assez heureuses. Lors de la révolte des fils de Louis le Débonnaire contre leur père, son époux ayant fait partie de conjuration est frappé de disgrâce. Elle se trouve aussi fortement affectée par le rapt de sa fille Ermengarde (846) par Gislebert de Maasgau, comte de Maasgau.
Au milieu de ces tribulations et de ces épreuves, elle pousse sa patience et sa résignation jusqu'à l'héroïsme. Par sa gentillesse et sa douceur, elle parvient à gagner le cœur de son époux et à adoucir son caractère, comme en témoignent plusieurs diplômes qu'il établit sur les instances de son épouse.
Plus tard en 836, un an avant le décès de son père, Ermengarde reçoit de celui-ci en accord avec son oncle paternel Leuthard de Sundgau de vastes terres situées en Alsace, dont entre autres Échéry au Petit Rombach. Elle y fait construire un petit sanctuaire qu'elle remet en pleine plénitude à l'abbaye de Gorze avec l'approbation de son époux. L'appartenance de ces biens à l'abbaye de Gorze est confirmée plus tard par son fils Lothaire II dans un diplôme envoyé de Strasbourg le 15 octobre 859.
En 849, la pieuse princesse fonde l'abbaye d'Erstein, fondation que Lothaire Ier reçut en 817 de son père Louis le Pieux par un diplôme daté de Remiremont et qu'il accorda à son épouse. Le diplôme de la fondation de l'abbaye d'Erstein par Ermengarde signé par l'empereur Lothaire Ier ne laisse aucun doute sur la paternité de sa création. Cette bulle manuscrite contresignée par le pape Léon IV se trouve dans les archives de la ville de Strasbourg. Ermengarde se retire ensuite dans ce monastère, oubliant les angoisses qu'elle avait éprouvées, et y meurt le vendredi saint, soit le 20 mars 851. Ses restes mortels sont inhumés dans l'église abbatiale. Raban Maur, archevêque de Mayence, composa l'épitaphe qui se voyait encore avant la Révolution incrustée dans la pierre, et qui fait l'éloge de ses vertus et retrace, en même temps les bienfaits en faveur de cette abbaye. L'annaliste de Saint-Bertin, 855 lui donne le nom de reine très chrétienne, Ermengarda christianissima regina. À sa mort, c'est la fille cadette d'Ermengarde, Rotrude qui est nommé abbesse d'Erstein.

## Descendance
Avec Lothaire elle a comme enfants :
1. Louis II le Jeune (v. 825-†875), empereur d'Occident de 855 à 875 et roi de Provence de 863 à 875. Épouse Engelberge et a deux enfants dont Ermengarde, qui épouse en mars 876 Boson de Provence (Bosonides) ;
2. Hildrude ou Helletrude (v. 826-† v. 866), épouse du comte Bérenger[9] ;
3. Berthe (v. 830-† ap. 852/877), abbesse d'Avenay-Val-d'Or en 847 ;
4. Ermengarde (v. 830-† v.849), kidnappée en 846 par le comte Gislebert de Maasgau comte de Brabant qui l'épousa. C'était un seigneur vassal du roi Charles, frère de Lothaire Ier[10] ;
5. Gisèle (†864), abbesse de San Salvador à Brescia entre 852 et 864 - Décédée le 28 avril 864[réf. nécessaire] ;
6. Lothaire II de Lotharingie (835-869), marié vers 855 à Theutberge[11] (répudiée en 860), fille du comte Boson l'Ancien († ap. 855). Se remarie en 862 avec Waldrade ;
7. Rotrude ou Rugrude (836-†882), née à Pavie, mariée en 850-51 à Lambert II de Nantes, margrave de Bretagne, comte de Nantes qui meurt le 1er mai 852. Première abbesse de l'abbaye d'Erstein ;
8. Charles de Provence (†863), roi de Lyon et de Bourgogne transjurane. Il meurt au monastère de Saint-Pierre-les-Nonnains de Lyon.